# Zosima (Balin)
Zosima (světským jménem: Maxim Anatoljevič Balin; * 3. prosince 1975, Omsk) je ruský duchovní Ruské pravoslavné církve a biskup magnitogorský a verchněuralský.

## Život
Narodil se 3. prosince 1975 v Omsku.
V letech 1981–1990 navštěvoval střední školu č. 75 v Omsku a poté studoval na Omském duchovním učilišti, které dokončil o dva roky později. Byl hypodiakonem arcibiskupa omského Feodosija (Procjuka). Roku 1992 nastoupil na Moskevský duchovní seminář a roku 1994 se stal pracovníkem v Nikitském monastýru v Pereslavli-Zalesském.
Roku 1996 dokončil Omskou školu pro pracující mládež č. 2 a začal studovat na Omské státní pedagogické univerzitě. V letech 2001–2004 studoval na Tomském duchovním semináři.
Dne 26. března 2003 byl v chrámu Kazaňské ikony Matky Boží Bogorodice-Alexejevského monastýru v Tomsku biskupem tomským Rostislavem (Děvjatovem) postřižen na monacha se jménem Zosima na počest svatého Zosimy Soloveckého. Dne 4. prosince stejného roku byl v chrámu Zjevení Páně v Tomsku stejným biskupem rukopoložen na hierodiakona.
Dne 27. října 2004 byl jako misionář poslán do južno-sachalinské eparchie.
Dne 7. června 2006 byl přijat do kléru tomské eparchie a 15. června do kléru južno-sachalinské eparchie. Zde byl jmenován duchovním katedrálního chrámu Vzkříšení Krista v Južno-Sachalinsku.
Dne 5. dubna 2009 byl v chrámu Vzkříšení Krista biskupem južno-sachalinským Daniilem (Dorovskichem) rukopoložen na jeromonacha.
V září 2010 byl jmenován vedoucím eparchiálního oddělení mládeže a bratrstva svatého Innokentija Moskevského. Dne 1. března 2011 se stal vedoucím eparchiálního oddělení pro vězeňství s osvobozením od funkce vedoucího oddělení pro mládež.
Dne 9. prosince 2011 mu bylo uděleno právo být přijat do omské eparchie a stejného měsíce byl přijat do jejího kléru.
Dne 2. října 2013 jej Svatý synod jmenován igumenem Nikolského monastýru ve vesnici Bolšekulače. Byl také předsedou eparchiálního oddělení pro monastýry a monachy, blagočinným monastýrů omské eparchie.
Roku 2017 začal přednášet homiletiku na Omském duchovním semináři.
Dne 28. prosince 2018 jej Svatý synod zvolil biskupem azovským a vikářem omské eparchie. Dne 30. prosince 2018 byl v katedrálním chrámu Zesnutí přesvaté Bohorodice v Omsku povýšen metropolitou omským a tavričeským Vladimirem (Ikimem) na archimandritu.
Dne 3. ledna 2019 byl v chrámu Krista Spasitele v Moskvě oficiálně jmenován biskupem a 8. ledna proběhla v chrámu Zesnutí přesvaté Bohorodice v Moskvě jeho biskupská chirotonie. Světiteli byli patriarcha moskevský Kirill, metropolita omský a tavričeský Vladimir (Ikim), metropolita istrijský Arsenij (Jepifanov), metropolita singapurský a jihovýchodněasijský Sergij (Čašin), arcibiskup jegorjevský Matfej (Kopylov), biskup dmitrovský Feofilakt (Moisejev), biskup voskresenský Dionisij (Porubaj), biskup isilkulský a russko-poljanský Teodosie (Gaju), biskup kalačinský a muromcevský Petr (Mansurov), biskup tarský a ťukalinský Savvatij (Zagrebelnyj) a biskup bronnický Paramon (Holubka).
Dne 22. ledna 2019 byl na zasedání Archijerejské rady omské metropole jmenován předsedou metropolitního kolegia pro péči o mládež.
Dne 26. prosince 2019 byl Svatým synodem ustanoven biskupem magnitogorským a verchněuralským.
Roku 2020 získal na Omské státní univerzitě magisterský titul z teologie.